# Папський комітет з Міжнародних євхаристійних конгресів
Па́пський коміте́т з Міжнаро́дних євхаристі́йних конгре́сів (лат. Pontificius Comitatus Eucharisticis Internationalibus Conventibus provehendis, італ. Pontificio Comitato per i Congressi Eucaristici Internazionali) — дикастерія Римської курії. Папський комітет заснував і установив 1878 року Папа Римський Лев XIII і дістав схвалення своїх оновлених Статутів 1986 року від Папи Римського Івана Павла II.

## Голови Комітету
- Кардинал Опіліо Россі (5 грудня 1983 — 3 січня 1991);
- Кардинал Едуар Ганьон (3 січня 1991 — березень 2001);
- Кардинал Йозеф Томко (23 жовтня 2001 — 1 жовтня 2007);
- Архієпископ П'єро Маріні (1 жовтня 2007 —).